# Пик Пушкина (Кавказ)
Пик Пушкина — горная вершина в центральной части Бокового Кавказского хребта. Высота 5100 м, по другим данным 5047 м над уровнем моря.
Расположена в Кабардино-Балкарии. Является частью горного массива Дыхтау в Кабардино-Балкарском высокогорном заповеднике между Восточной Дыхтау и пиком Боровикова. Маршруты восхождений имеют категорию сложности до 5Б.
Пик Пушкина входит в список десяти вершин Российской Федерации для присвоения звания «Снежный барс России».
Названа в 1938 году в честь 100-летия со дня смерти А. С. Пушкина.